# Bhadrapur, Navalgund
Bhadrapur là một làng thuộc tehsil Navalgund, huyện Dharwad, bang Karnataka, Ấn Độ.